# ライズボール
ライズボール (英語: Riseball) は、ソフトボール（ファストピッチルール）特有の変化球でボールが打者の手元で浮き上がるように変化する。ライジングボール、ライザー、ライズアップ（rise up）とも呼ばれる。
野球のように高いマウンドから投げ下ろすのではなく、平地でしかも腰から下のリリースと相まって打者の手元で浮き上がるように感じる。実際にボールが浮き上がる事は無いがフワッと延びてくる。そのため打者はストレートと思って打ちに出るとボールの下を空振りさせられるか、芯を外され凡フライに打ち取られる。ただ、このボールも狙い打ちされると長打になりやすい欠点もある。回転をつけるために球速がやや落ちるのと上向きの回転がかかっているので、バットの芯に当たると軽く遠くへ弾かれる。
野球においてもアンダースローであれば、ライズボールの応用で特有の浮き上がるような感覚のボールを投げることは可能であるが、野球のボールはそもそもソフトボールで使われるボールと比べてサイズが小さいため回転から十分な空力が得られないことや、マウンドからホームベースまでの距離が長い分失速しやすいことから、打者に対しては浮き上がるかのような錯覚を与えるものの、最終的には浮き上がらず落ちる軌道となる。